# Santa Cruz del Comercio
Santa Cruz del Comercio là một đô thị trong tỉnh Granada, Tây Ban Nha. Theo điều tra dân số 2005 (INE), đô thị này có dân số là 544 người.
37°03′B 3°58′T / 37,05°B 3,967°T